# British Interplanetary Society
Pour les articles homonymes, voir BIS.
La British Interplanetary Society (BIS), fondée en 1933, est la plus ancienne association dont l'objet est exclusivement la promotion de l'astronautique et de la conquête de l'espace. C'est une association à but non lucratif dont le siège est à Londres et qui est financée par les contributions de ses membres. La BIS édite la publication scientifique Journal of the British Interplanetary Society (JBIS) et le magazine Spaceflight. 
La BIS fut précédée par la American Interplanetary Society (fondée en 1930), la VfR allemande et le groupe de recherche astronautique soviétique, mais contrairement à eux, elle ne fut jamais absorbée par l'industrie.
Lors de sa fondation en janvier 1933, la BIS voulait non seulement promouvoir et vulgariser l'astronautique, mais aussi entreprendre des expérimentations pratiques de fuséologie à l'instar des organisations précitées. Cependant, dès 1936, la société se rendit compte que ces projets étaient entravés par la loi sur les explosifs de 1875 qui rendait impossible au Royaume-Uni toute expérimentation privée de fusées,.
En 2005, lors de la première édition du prix Arthur C. Clarke, la BIS se vit attribuer un prix spécial.

## Travaux notables
À la fin des années 1930, le groupe se consacra à un projet d'envoi de trois personnes sur la Lune grâce à une fusée à étages dont chaque étage aurait été constitué d'assemblage de fusées à carburant solide. L'alunisseur aurait eu une forme ovoïde et de conception similaire au module lunaire américain. Comme il était prévu de créer une gravité artificielle par force centrifuge, la BIS est considérée comme le premier inventeur d'un instrument de navigation spatiale : un mécanisme annulant la vision tournante de l'extérieur.
En 1951, la société organisa le premier congrès international sur les satellites artificiels et devint cofondatrice de la Fédération internationale d'astronautique (IAF).
En 1978, la société publie une étude de vaisseau interstellaire appelée projet Daedalus qui exposait en détail la faisabilité d'une sonde interstellaire vers l'étoile de Barnard à l'aide des technologies contemporaines ou pressenties comme raisonnablement imminentes. Daedalus utilisait une propulsion nucléaire pulsée basée sur la fusion de pastilles de deutérium/hélium 3 qui l'aurait porté à une vitesse de 12 % de la vitesse de la lumière.
Récemment, la société a lancé une série d'études scientifiques et techniques sur l'exploration humaine de la calotte polaire boréale martienne.

## Membres éminents
- Professeur Archibald Montgomery Low, un des membres fondateurs de la BIS, et son président de 1936 à 1951.
- L'écrivain de science-fiction Arthur C. Clarke fut un temps président de la société, il y proposa dans une note interne (puis publiquement en 1945) le concept de satellite géostationnaire de télécommunications.
- L'écrivain-animateur-producteur Charles Chilton rejoignit la société avant d'écrire et produire le feuilleton radio de science-fiction Journey Into Space[4].